# Tromatobia sulcata
Tromatobia sulcata là một loài tò vò trong họ Ichneumonidae.